# (5409) Saale
(5409) Saale es un asteroide perteneciente al cinturón de asteroides, descubierto el 30 de septiembre de 1962 por Freimut Börngen desde el Observatorio Karl Schwarzschild, en Tautenburg, Alemania.

## Designación y nombre
Designado provisionalmente como 1962 SR. Fue nombrado Saale en homenaje al río Saale que nace en la cadena montañosa Fichtelgebirge de Baviera, fluye cerca de Tautenburg, cruza las ciudades de Jena y Halle (lugar este último de nacimiento del descubridor) y desemboca en el Elba.

## Características orbitales
Saale está situado a una distancia media del Sol de 2,616 ua, pudiendo alejarse hasta 3,031 ua y acercarse hasta 2,200 ua. Su excentricidad es 0,158 y la inclinación orbital 8,769 grados. Emplea 1545,73 días en completar una órbita alrededor del Sol.

## Características físicas
La magnitud absoluta de Saale es 12,9. Tiene 6,765 km de diámetro y su albedo se estima en 0,293. 